# Pancheria beauverdiana
Pancheria beauverdiana är en tvåhjärtbladig växtart som beskrevs av Renato Pampanini. Pancheria beauverdiana ingår i släktet Pancheria och familjen Cunoniaceae. Inga underarter finns listade i Catalogue of Life.